# Шеперд (Мічиган)
Шеперд (англ. Shepherd) — селище (англ. village) в США, в окрузі Ізабелла штату Мічиган. Населення — 1469 осіб (2020).

## Географія
Шеперд розташований за координатами 43°31′25″ пн. ш. 84°41′34″ зх. д. / 43.52361° пн. ш. 84.69278° зх. д. (43.523484, -84.692642).  За даними Бюро перепису населення США в 2010 році селище мало площу 2,51 км², уся площа — суходіл.

## Демографія
Згідно з переписом 2010 року, у селищі мешкало 1515 осіб у 640 домогосподарствах у складі 412 родин. Густота населення становила 605 осіб/км².  Було 699 помешкань (279/км²).
Расовий склад населення:
| - 94,2 % — білих - 1,3 % — корінних американців - 0,5 % — чорних або афроамериканців - 0,3 % — азіатів |

До двох чи більше рас належало 2,8 %. Частка іспаномовних становила 3,2 % від усіх жителів.
За віковим діапазоном населення розподілялося таким чином: 24,5 % — особи молодші 18 років, 62,5 % — особи у віці 18—64 років, 13,0 % — особи у віці 65 років та старші. Медіана віку мешканця становила 37,5 року. На 100 осіб жіночої статі у селищі припадало 87,7 чоловіків;  на 100 жінок у віці від 18 років та старших — 85,1 чоловіків також старших 18 років.
Середній дохід на одне домашнє господарство  становив 50 584 долари США (медіана — 39 150), а середній дохід на одну сім'ю — 62 323 долари (медіана — 53 563). Медіана доходів становила 42 841 долар для чоловіків та 32 438 доларів для жінок. За межею бідності перебувало 13,8 % осіб, у тому числі 19,2 % дітей у віці до 18 років та 6,0 % осіб у віці 65 років та старших.
Цивільне працевлаштоване населення становило 767 осіб. Основні галузі зайнятості: освіта, охорона здоров'я та соціальна допомога — 36,9 %, мистецтво, розваги та відпочинок — 18,6 %, роздрібна торгівля — 13,8 %.